# 西谷村 (兵庫県養父郡)
西谷村（にしだにむら）は、兵庫県養父郡にあった村。現在の養父市大屋町の南西部、大屋川の上流域にあたる。

## 地理
- 山岳：藤無山、氷ノ山
- 河川：大屋川、佐治貝川、若杉川

## 歴史
- 1889年（明治22年）4月1日 - 町村制の施行により、蔵垣村・筏村・中間村・横行村・若杉村の区域をもって発足。
- 1955年（昭和30年）3月31日 - 口大屋村・大屋村・南谷村と合併して大屋町が発足。同日西谷村廃止。